# Rutzenham
Rutzenham – gmina w Austrii, w kraju związkowym Górna Austria, w powiecie Vöcklabruck. 1 stycznia 2015 liczyła 271 mieszkańców.